# Elena Barrena Osoro
Elena Barrena Osoro (Éibar, 27 de mayo de 1953 - San Sebastián, 13 de abril de 2025) fue una historiadora y profesora universitaria española, referente en la historia medieval de Guipúzcoa.
Fue  la primera investigadora que profundizó y divulgó   el concepto 'Ipuscua', germen de la actual Guipúzcoa, hallado en un cartulario de San Juan de la Peña conservado en la biblioteca de la Universidad de Zaragoza.
Desarrolló su labor docente en la Universidad de Deusto  como  catedrática  de historia,  decana de las facultades de Filosofía y Letras y posteriormente en la de Humanidades.

## Biografía
Nació en la localidad guipuzcoana de Éibar y se licenció en Filosofía y Letras, especialidad de historia,  por la Universidad de Deusto en 1977.
En 1989 presentó su tesis en la misma universidad: "Las transformaciones en la organización social de un territorio cantábrico durante la época medieval: la reforma histórica de Guipúzcoa". Un trabajo de investigación que se considera sirvió de punto de partida para la comprensión y evolución del término "Ipuscua", predecesor de Guipúzcoa.
Su trabajo de investigación más destacado fue, precisamente,  el  estudio y divulgación  del término Ipuscua  en un documento donado al Monasterio de San Juan de la Peña en 1025, que hoy se encuentra custodiado en la biblioteca de la Universidad de Zaragoza. Es un documento esencial para entender la posterior formación de la identidad y proceso histórico de la provincia de Guipúzcoa.
Otros aspectos investigadores de  Elena  Barrena se centraron en múltiples aspectos de la historia de Guipúzcoa, incluyendo estudios sobre los medios informativos del territorio, así como sobre la "Historia de las vías de comunicación de Guipúzcoa’, en la antigüedad y el medievo", o la fundación de villas como "la Fundación de la Villa de Éibar".
En cuanto a su labor docente en la Universidad de Deusto, ocupó diferentes cargos como catedrática de historia, decana de la facultad de Filosofía y Letras entre los años 1997 -  2000 y decana de Humanidades entre 2000 - 2003.
En definitiva, las investigaciones de Elena Barrena han contribuido significativamente al conocimiento de la historia de Guipúzcoa, convirtiéndose en una referencia  en este ámbito.